# Ecologische indeling voor vissen
De ecologische indelingen voor vissen is een klassieke zone-indeling, afkomstig uit Centraal-Europa. De indeling gaat uit van het ecosysteem van de rivier, bezien van de oorsprong als gletsjerbeek tot het mondinggebied met getijdenzone en overgangen naar zout water. Het ideale systeem is er een waarin de mens de rivier nog weinig beïnvloed had. Deze ideale situatie is in West-Europa nauwelijks aanwezig.
De typisch Nederlandse, vaak kunstmatig ontstane waterpartijen zoals sloten, kanalen, kleiput en zandgaten zijn niet in dit systeem te passen. Het zonesysteem onderscheidt zes segmenten. Vissen zijn niet strikt beperkt tot een bepaalde zone; sommige vissoorten kunnen in verschillende zones voorkomen.

## Zones

### Forelzone
In de forelzone staat de beekforel centraal. Voor bergbeken geldt dat er ook jonge zeeforel en zalm voorkomt. Vaak wordt de forelzone weer opgesplitst in diverse typen die voor Nederland helemaal niet relevant zijn. Het water hoort voedselarm en koud te zijn. De bodem bestaat uit schoon grind, zand en plaatselijk in rustige binnenbochten wat slib. Mogelijk voldeden een paar zijbeken van de Geul in Zuid-Limburg aan de typering forelzone. De kwaliteit van deze beken is sterk achteruitgegaan door vermesting, aantasting beekbegeleidende vegetatie (nadelige invloed op onder meer watertemperatuur), en daling grondwaterstand waardoor de afvoer slecht gebufferd is.

### Vlagzalmzone
In de vlagzalmzone is de vlagzalm dominant, er zijn weer vele, vaak ook in andere zone voorkomende begeleidende vissoorten. De zalm komt hier ook in voor. Mogelijk behoort de Geul hiertoe. Het water is iets voedselrijker, er is afwisseling van grind, zand en slib en de beek is wat dieper en breder dan in de forelzone. Aan de restauratie van de Geul wordt gewerkt.

### Barbeelzone
In de barbeelzone is de barbeel prominent aanwezig, met weer een groot aantal begeleidende soorten. Waarschijnlijk kan alleen de Maas tussen de zuidgrens met België en Maasbracht, de zogenaamde Grensmaas tot de barbeelzone gerekend worden. Dit is de middenloop van een rivier door zacht glooiend heuvelland. Het water is iets voedselrijker dan in de vorige zone. Schone grindbodems (grindbanken) zijn voor de typische vissoorten een belangrijke voorwaarde voor het voltooien van de levenscyclus. Ook hier zijn ernstige problemen met milieuvijandige stoffen in het water, vermesting en heel nadelig voor vis een slechte watervoering. Er lopen twee kanalen evenwijdig aan de rivier en in tijden van waterschaarste wordt het water eerst door de kanalen geleid.

### Brasemzone
De brasemzone heeft de brasem als dominerende soort. Het is oorspronkelijk echter een zeer soortenrijke gemeenschap. De verbraseming, een toestand waarin de brasem fysiek (qua aantal en /of biomassa) domineert is een door overbemesting ontstane toestand.
Traditioneel de zone van de laaglandrivier. Het water is hier van oorsprong al enigszins voedselrijk water. Tot dit type behoren ook stilstaande wateren die ontstaan zijn door natuurlijke bochtafsnijdingen of plassen in overstromingsvlakten die een groot deel van het jaar van de stromende rivier zijn afgesloten. Het prehistorische Nederland (Holoceen) moet heel rijk geweest zijn aan dit soort wateren. Dit landschapstype, waarin verlanding, dus veenvorming optrad, was zeer dynamisch. In de ruimte en de tijd was er afwisseling in habitats: kale zandbanken, steile oevers, luwteplaatsen met ondergedoken waterplanten, rietmoerassen en ooibossen.

### Hoge brakwaterzone
In de hoge brakwaterzone vindt men meer kenmerkende soorten, zoals pos, spiering, paling en driedoornige stekelbaars. Dit is ook een zeer dynamisch landschap. Hier stroomt de rivier zeer langzaam en wordt slib afgezet. Hier vindt ook verlanding (veenvorming) plaats, dus rijke vegetaties. Soms was het water brak, dus de vissoorten die hier leefden waren daaraan aangepast. Zoetwatervissoorten als pos, blankvoorn, kolblei, snoek en kwabaal kunnen leven in brak water. Verder is deze zone belangrijk voor de trekkende vis.

### Lage brakwaterzone
Net als in de vorige zone zijn in de lage brakwaterzone meer soorten. Steur, bot, zee- en rivierprik behoren tot de kenmerkende soorten ten opzichte van de hoge brakwaterzone. Hier was de invloed van de zee voortdurende merkbaar. Dit is het (oorspronkelijke) estuarium met zand- en slibbanken, afgewisseld door diepe geulen waarin de stroomsnelheid door eb en vloed werd beïnvloed. Hier lagen de paaigebieden van de trekkende spiering in de diepe geulen en in ondieptes met grind en zand paaiden de fint. Larven van deze haringachtige vis waren aangepast aan deze habitat door een eigen foerageerritme afgestemd op eb en vloed. Bij sterke stroming verbleven ze dicht bij de bodem, bij opkomend tij, als de afstroming door de rivier en het opkomende zoute water elkaar in evenwicht hielden, werd er gefoerageerd. Zeegrasvelden en zandplaten met een typische zoutflora behorend tot dit type.

## Relatieve waarde van deze indeling
Niet alle genoemde soorten van de indeling zijn (nog) in Nederland aanwezig, maar ze kunnen in de toekomst een rol spelen als streefbeelden voor ecologisch herstel.
Een van de belangrijkste zoetwatermilieus in Nederland tussen barbeelzone en brasemzone, namelijk de bovenlopen van de Waal, de IJssel en in mindere mate de Nederrijn met hun eigen visfauna, komt in deze indeling niet voor. Hier zijn tegenwoordig brasem, winde, kolblei, roofblei en blankvoorn belangrijk, maar komt ook al vrij veel barbeel en ook wel wat kopvoorn, serpeling en sneep voor. Als predatoren vinden we daar de snoek, de baars, de snoekbaars en tegenwoordig ook de meerval. Ook de rivierprik en de zeeprik worden daar weer vaak gevangen. Het spreekwoordelijk trage stromen van de Nederlandse rivieren is niet gebaseerd op de realiteit, want de stroomsnelheid van de hoofdstroom van de Waal is behoorlijk hoog. Vissen van de brasemzone komen daar voor tussen de kribben, waar de stroomsnelheid wat lager is.